# Rhadinopsylla media
Rhadinopsylla media är en loppart som beskrevs av Smit 1957. Rhadinopsylla media ingår i släktet Rhadinopsylla och familjen mullvadsloppor. Inga underarter finns listade i Catalogue of Life.